# Stanisław Stabro
Stanisław Stabro, właśc. Stanisław Bryndza-Stabro (ur. 23 sierpnia 1948 w Świdnicy) – polski poeta, krytyk literacki, historyk literatury, profesor nauk humanistycznych, wykładowca Uniwersytetu Jagiellońskiego, jeden z założycieli grupy poetyckiej „Teraz”, współtwórca Nowej Fali.

## Życiorys
Ukończył polonistykę na Uniwersytecie Jagiellońskim. W 1972 został zatrudniony w tej uczelni. Jako poeta debiutował w prasie, w 1966. Współpracował m.in. z „Kulturą”, „Literaturą”, „Odrą”, „Poezją”, „Twórczością” i działającą w drugim obiegu „Kulturą Niezależną”. Laureat wielu nagród poetyckich – za tomiki i poszczególne wiersze. Jego poezja tłumaczona była na kilka języków. W 1976, bezpośrednio przed wydarzeniami radomskimi, jako „element politycznie niepewny” powołany do służby wojskowej (w ramach ogólnopolskiej akcji – oficjalnie jako rezerwista) i w ten sposób internowany przez półtora miesiąca w lasach pod Hrubieszowem. W 1978 tom poezji „Ten wiersz, który na imię ma Polska” zdecydował się wydać w drugim obiegu, z którym od tego momentu regularnie współpracował – aż do upadku komunizmu. W wolnej Polsce wielokrotnie odznaczony za dokonania poetyckie i zawodowe – m.in. Złotym Krzyżem Zasługi, Medalem Komisji Edukacji Narodowej, Nagrodą Miasta Krakowa.
W 2016, w związku z donosem do prokuratury przez grupę prawicowych działaczy politycznych na Bronisława Maja i Jerzego Zonia za obrazę uczuć religijnych, po prezentacji w październiku 2015, spektaklu Neomonachomachia przez Teatr KTO,  Stabro zadedykował Bronisławowi Majowi wiersz Mówią, że ciebie już nie ma, będący deklaracją woli walki o silną wspólnotę europejską w obliczu kryzysu.

## Życie prywatne
Ma córkę Agnieszkę Stabro (ur. 1987), poetkę, pisarkę, eseistkę, autorkę powieści biograficznych.

## Twórczość

### Tomy poetyckie
- 1973: Requiem
- 1974: Dzień Twojego narodzenia
- 1978: Ten wiersz, który na imię ma Polska (wydane w drugim obiegu)
- 1978: Na inne głosy rozpiszą nasz głos
- 1981: Pożegnanie księcia
- 1984: Dzieci Leonarda Cohena
- 1989: Korozja. Wiersze z lat 1982–1984
- 1989: Wiersze wybrane
- 1989: Wybór wierszy
- 1996: Życie do wynajęcia
- 2008: Oko thery

### Prace literaturoznawcze (wybór)
- 1985: Legenda i twórczość Marka Hłaski (w serii „Nauka dla wszystkich”)
- 1989: „Poeta odrzucony”
- 1991: Chwila bez imienia
- 1995: Poezja i historia: od Żagarów do Nowej Fali
- 2002: Literatura polska 1944-2000 w zarysie
- 2002: Od Emila Zegadłowicza do Andrzeja Bobkowskiego. O prozie polskiej XX wieku
- 2012: Klasycy i nie tylko... Studia o poezji XX wieku